# Placówka Straży Celnej „Wola Michowa”

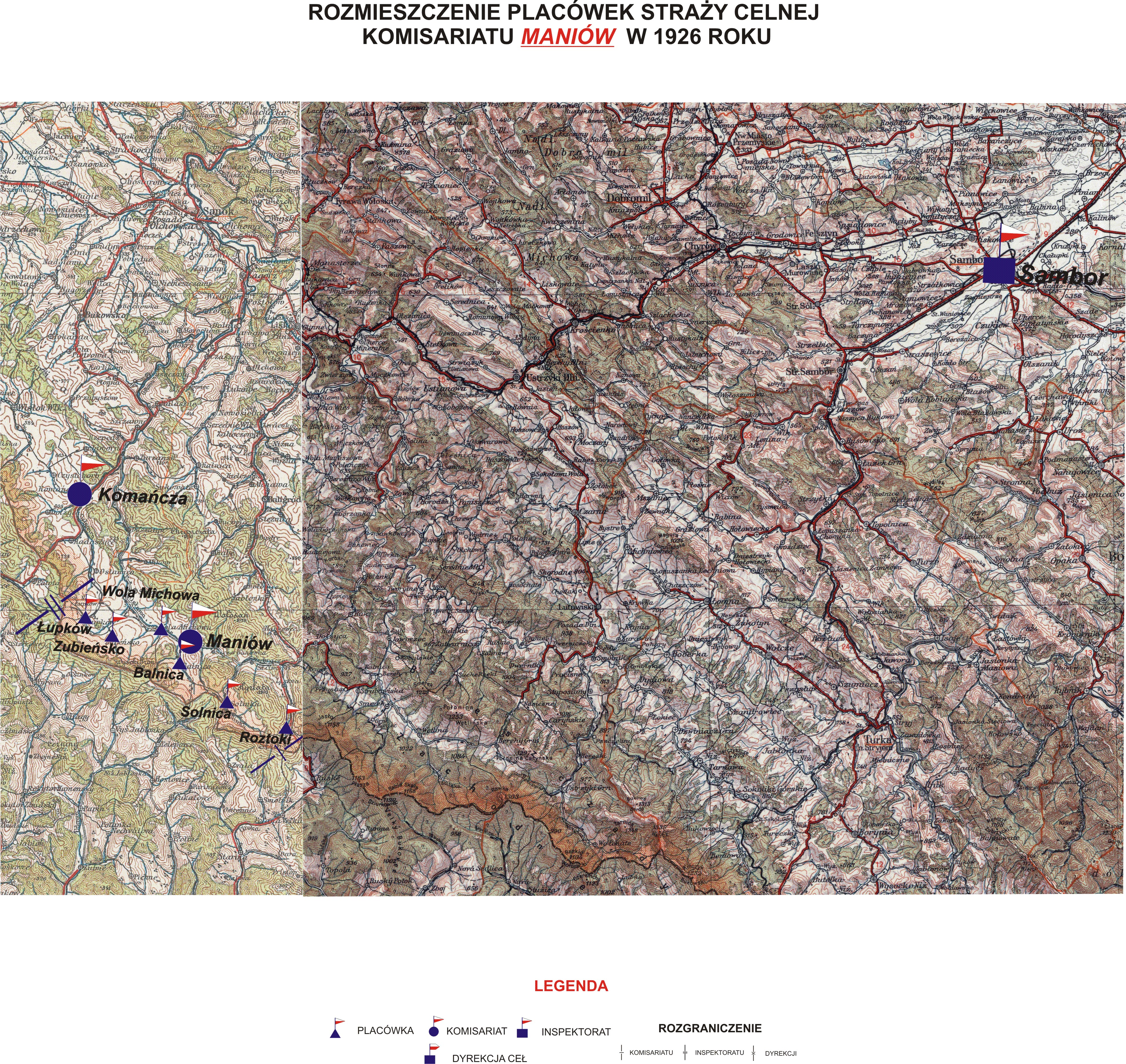
Rozmieszczenie placówek SC Komisariatu Maniów w 1926 r.

Placówka Straży Celnej „Wola Michowa” – jednostka organizacyjna Straży Celnej pełniąca w okresie międzywojennym służbę ochronną na granicy polsko-czechosłowackiej.

## Formowanie i zmiany organizacyjne
Na wniosek Ministerstwa Skarbu, uchwałą z 10 marca 1920 roku, powołano do życia Straż Celną. Od połowy 1921 roku jednostki Straży Celnej rozpoczęły przejmowanie odcinków granicy od pododdziałów Batalionów Celnych. W 1922 roku w Komańczy stacjonował sztab 3 kompanii 6 batalionu celnego. Kompania wystawiała między innymi placówkę w Woli Michowej. Proces tworzenia Straży Celnej trwał do końca 1922 roku. Placówka Straży Celnej „Wola Michowa” weszła w podporządkowanie komisariatu Straży Celnej „Maniów” z Inspektoratu SC „Sambor”.
W drugiej połowie 1927 roku przystąpiono do gruntownej reorganizacji Straży Celnej. W praktyce skutkowało to rozwiązaniem tej formacji granicznej. Ochronę północnej, zachodniej i południowej granicy państwa przejęła powołana z dniem 2 kwietnia 1928 roku Straż Graniczna.
Rozkazem nr 5 z 16 maja 1928 roku w sprawie organizacji Małopolskiego Inspektoratu Okręgowego dowódca Straży Granicznej gen. bryg. Stefan Pasławski określił strukturę organizacyjną komisariatu SG „Baligród”. Placówka Straży Granicznej II linii „Baligród” znalazła się w jego strukturze, a 8 września 1828 dowódca Straży Granicznej rozkazem nr 6  w sprawie organizacji Małopolskiego Inspektoratu Okręgowego podpisanym w zastępstwie przez mjr. Wacława Szpilczyńskiego przeniósł komisariat i placówkę II linii do Woli Michowej.

## Funkcjonariusze placówki
Kierownicy placówki
| stopień    | imię i nazwisko, numer | okres pełnienia służby | kolejne stanowisko |
| ---------- | ---------------------- | ---------------------- | ------------------ |
| przodownik | Konstanty Król (2270)  | był w 1926             |                    |

Obsada personalna placówki w 1926:
- przodownik Konstanty Król (2270)
- strażnik Hieronim Kliks (979)
- strażnik Stanisław Kubiaszczyk (974)
- strażnik Antoni Kolas (992)
- strażnik Roman Chruszczewski (1875)
- strażnik Karol Letniowski (2097)
- strażnik Mateusz Chasiński (2211)